# 貫名駿一
貫名 駿一（ぬきな しゅんいち）は明治時代に活躍した小説家。

## 概要
京都で詩と文章を掲載する『京華新誌』を主宰していた。1882年6月に発表された『星世界旅行 千万無量』は長らくジュール・ヴェルヌの作品の翻訳であると考えられていたが、オリジナル作品であるとすれば、日本で最初のSF作家であるという意見もある。

## 星世界旅行 千万無量
星世界旅行 千万無量は1882年6月に発表された作品で主人公が霊魂の離脱により「腕力世界」「智力世界」「文明世界」を旅行する様子が描かれている。また人造人間に関する記述もあり、ロボットで有名なカレル・チャペックの『R.U.R.?ロッサム万能ロボット会社』よりも40年も早い時期に執筆され、さらには1950年にアイザック・アシモフの『われはロボット』で作中で記述されたロボット工学三原則に相当する「人造人間法」3条が書かれている。
ジュール・ヴェルヌの作品の翻訳であると考えられていたが、いずれの作品にも該当しないので多少の影響は受けた可能性はあるものの、オリジナル作品である可能性が指摘されている。

## 小説
- 貫名駿一『星世界旅行 : 千万無量 一名・世界蔵 第1編』貫名駿一、1882年、99-100頁。doi:10.11501/761740。OCLC 1104211414。国立国会図書館書誌ID:000000424258。2023年8月27日閲覧。

## 文献
- 長山靖生 (2009-12-11). 日本SF精神史:幕末・明治から戦後まで. 河出書房新社. ISBN 4309624073
- 出口弘「SFに見る「社会/歴史シミュレーション」」『計測と制御』第43巻第1号、計測自動制御学会、2004年、69-77頁、CRID 1520853832740026880、doi:10.11499/sicejl1962.43.69、ISSN 04534662、NAID 130003697877、NCID AN00072406、OCLC 5171308983、国立国会図書館書誌ID:6836613、2023年8月27日閲覧。
- 長山靖生「SFのある文学誌(第21回)内宇宙の「世界」探訪 : 貫名駿一『千万無量 星世界旅行』」『SFマガジン』第54巻第9号、早川書房、2013年9月、80-92頁、NAID 40019736061。
- 横田純彌「近代へんてこりんスポーツ本(21)貫名駿一著『千万無量星世界旅行』」『日本古書通信』第81巻第1号、日本古書通信社、2016年1月、23頁、ISSN 0387-5938、NAID 40020690360。